# Juan de Cárdenas
Juan de Cárdenas, (1563-1609) fue un médico y científico español, establecido en Guadalajara (México) desde 1577.

## Biografía

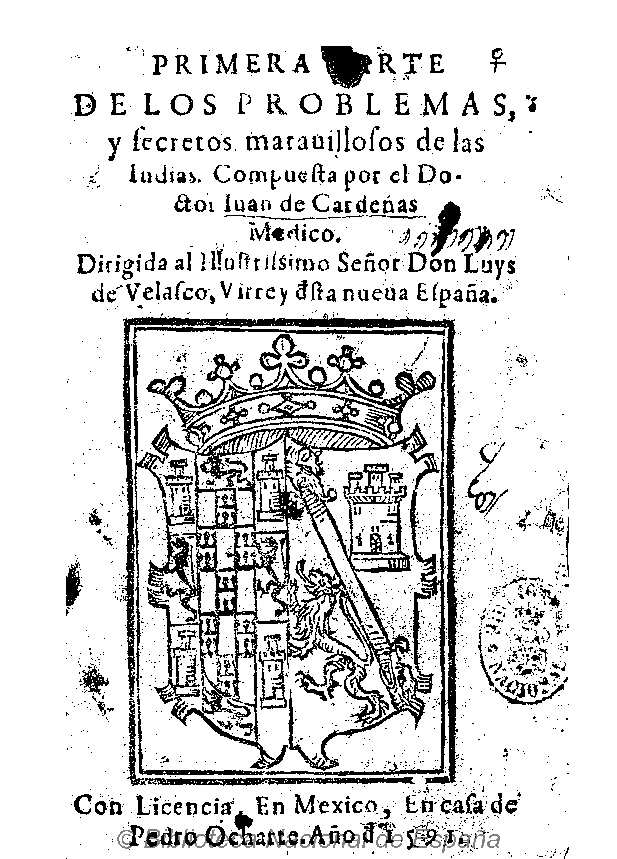
Primera parte de los problemas y secretos maravillosos de las Indias, por Juan de Cárdenas, en 1591.

Nacido al parecer en Constantina (Sevilla), Cárdenas se trasladó a México en 1577, cuando tenía catorce años. Estudió artes y medicina en su Universidad y publicó allí la obra titulada Primera parte de los problemas y secretos maravillosos de las Indias (1591), un volumen de casi quinientas páginas, dividido en tres libros, dedicado el primero al "sitio, temple y constelación de la tierra", el segundo a "las plantas y minerales", y el tercero a "las propiedades de los hombres y animales nacidos en las Indias". Esta primera parte, así enunciada en el título del tratado, se limita a "las cosas de la Nueva España", ya que su autor planeaba una segunda sobre el Perú que no llegó a publicar.
Cárdenas advierte que su propósito no era redactar un libro de divulgación al estilo de Pedro Mexía : "Siendo esta historia tan varia y tocando materias tan diferentes, no hice desta una selva de varia lección indiana, para variar los gustos al lector." Tampoco se trata de un estudio descriptivo de la naturaleza mexicana, sino de enfrentarse con las "cuestiones" o "problemas" que planteaban sus "admirables propiedades" y "cualidades peregrinas". "Mi principal intento -afirma- fue dar razón y causa de lo que en cada problema se pregunta." Tanto el enfoque de la obra como su estilo se ajustan a la versión escolástica de la cultura científica europea, que Cárdenas había aprendido en la Universidad de México.